# Хайнрих II (Холщайн-Рендсбург)
Вижте пояснителната страница за други личности с името Хайнрих II.
Хайнрих II Железния (на немски: Heinrich II, der Eiserne; * ок. 1317, † ок. 1384) от Дом Шауенбург, е граф на Холщайн-Рендсбург (1340 – 1384) и херцог на заложения Южен-Шлезвиг (1340 – 1384). Той управлява заедно с по-малкия си брат граф Николаус († 1397).

## Живот
Хайнрих II е големият син на граф Герхард III фон Холщайн-Рендсбург (1293 – 1340) и София фон Верле († 1339), дъщеря на Николаус II фон Верле († 1316) и Рихса от Дания († 1308), дъщеря на датския крал Ерик V († 1286).
Хайнрих се бие като рицар, командир на наемници, в Италия, Русия, Естония и Франция. Той служи в Англия и Швеция. През 1367 г. става командир на флота на Кьолнската конфедерация на Ханза и завладява Копенхаген през 1368 г.

## Фамилия
Хайнрих II се жени два пъти.
Първи брак: с Мехтхилд († 1365) от Дом Липе, дъщеря на Бернхард V. С нея той има една дъщеря:
- Мехтхилд (спомената в документ на 12 март 1365)[2]

Втори брак: 1366 г. с Ингеборг (ок. 1340 – 1395/1398) от Дом Мекленбург, дъщеря на херцог Албрехт II от Мекленбург, вдовица на херцог Лудвиг VI от Бавария. С нея той има децата:
- Герхард VI (или Герхард V) (1367 – 1404), граф на Холщайн-Рендсбург и херцог на Шлезвиг
- Албрехт II (1369 – 1403), граф на Холщайн-Рендсбург
- Хайнрих III († 1421), като Хайнрих I епископ на Оснабрюк (1402 – 1410), граф на Холщайн-Рендсбург (1404 – 1421)
- София (1375 – 1450), 1398 г. омъжена за Богислав VIII от Померания-Щаргард (1364 – 1418)[3]